# Luangwa (rivière)
Pour les articles homonymes, voir Luangwa.
La rivière Luangwa est un des affluents principaux du Zambèze avec une longueur de 806 km,  un affluent gauche qui conflue dans la ville homonyme, et un des quatre plus grands cours d’eau de Zambie.

## Géographie

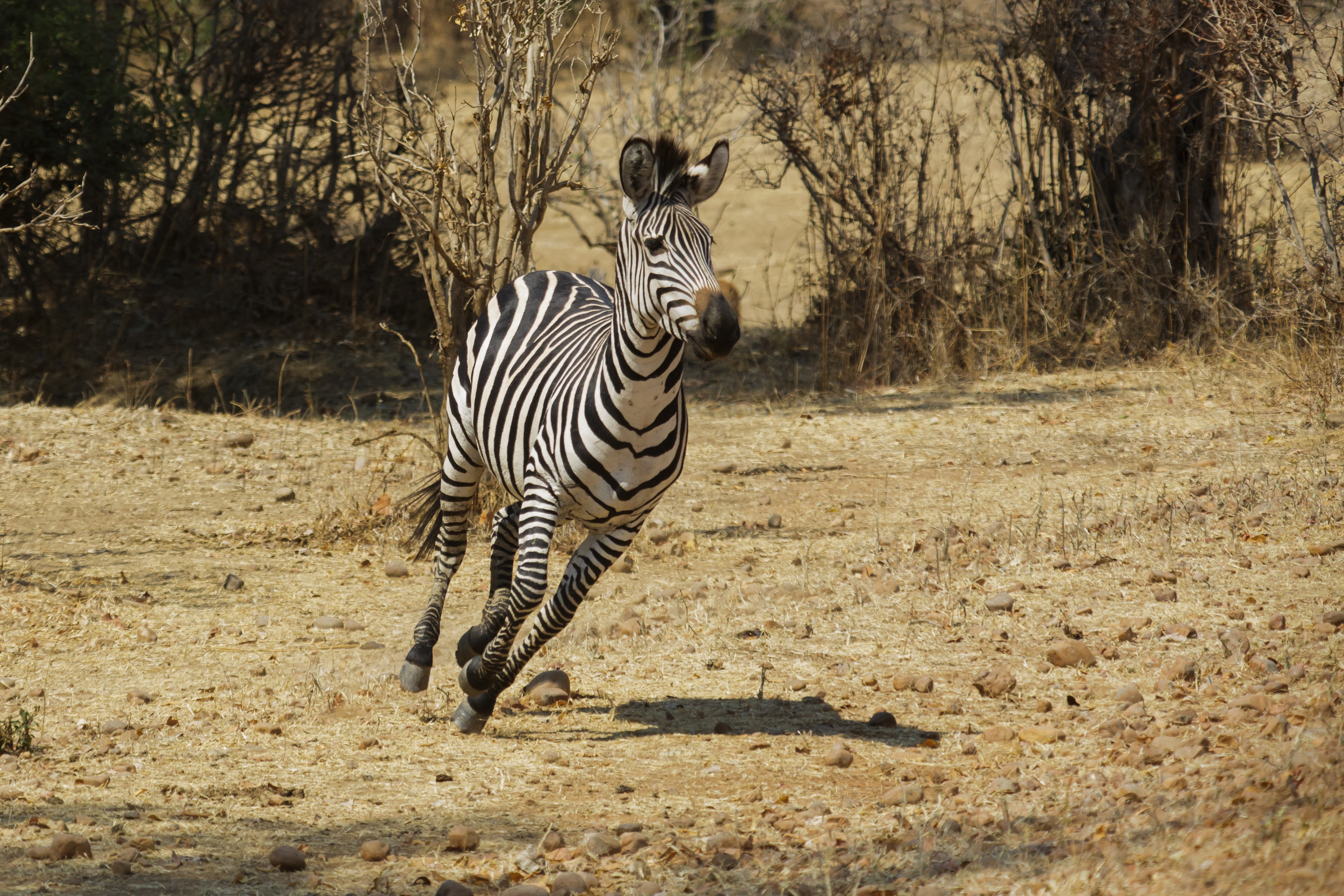
Equus quagga court près de la Luangwa. Aout 2015.